# Carna (Galway)
Carna és un llogaret d'Irlanda, a la Gaeltacht de Conamara al comtat de Galway, a la província de Connacht. Es troba a la costa oesta uns 50 km a l'oest de Galway. Carna és una àrea petita, però té una gran influència en les àrees circumdants a Conamara, ja que hi ha una caserna de la Garda Síochána, un centre de salut amb una ambulància de Resposta Ràpida i també hi ha un vaixell guardacostes.
Carna està situat a prop de la localitat de Cill Chiaráin i comparteixen la península anomenada localment Iorras Aithneach. Actualment viuen a Carna 178 persones, però 1.786 persones viuen als voltants de Carna i l'àrea Iorras Aithneach. És una zona on la llengua irlandesa és forta, el 96% de la població la parla. La població es va reduir dràsticament dels 8.000 abans de la Gran Fam Irlandesa. Hi ha una sèrie d'edificis públics a Carna. També hi ha l'hotel Carna Bay Hotel, una residència d'avis i la farmàcia Cogaslann Agatha. També hi ha 4 botigues i 3 bars.
La Universitat Nacional d'Irlanda, Galway hi té un centre educacional en gaèlic irlandès ( Áras Shorcha Ní Ghuairim). També hi ha una estació de biologia marina (Institut Martin Ryan) a Mainis i una estació d'investigació atmosfèrica a Mace Head (Carna), que és dirigit pel departament de la física experimental de la Universitat.
A Carna hi ha un dipòsit d'aigua que abasteix d'aigua corrent l'oest de Conamara inclosa Roundstone. També està unit a Galway per l'autobús N59.

## Història
Enfront de la costa de Mace Head a la parròquia de Carna hi ha Oileán Mhic Dara (Illa de Mac Dara). Aquest és el lloc d'una església cristiana primitiva, construïda en pedra i la creu de Sant Mac Dara, que és el patró dels pescadors i mariners de la zona. Hi ha una peregrinació a l'illa un cop l'any el 16 de juliol seguit d'una carrera de bots tradicionals.
Una altra joia arqueològica de la zona és una pedra de peu al llac Scannive/Loch na Scainimhe, que encara es pot veure.
Durant l'atac de l'Armada Espanyola que va voltar la Gran Bretanya, un vaixell espanyol, el Concepción Delcano va encallar a les roques de la costa de Carna a Mace. Els mariners van ser portats a Galway i van ser penjats públicament a la Plaça Eyre pel governador Bingham de Connacht. No deixà restes, però es creu que alguns mariners van escapar captura i es van establir a Carna.
També hi ha les restes de la "Torre dels Anglesos", construïda durant les guerres napoleòniques per detectar vaixells francesos a la costa. La torre es troba al turó Coilin, a 5 minuts amb cotxe del centre de Carna, i ara està en ruïnes. Mites locals diuen que un túnel situat a prop de la torre es va utilitzar per portar a la gent de la torre de Carna més ràpid, però no s'ha trobat cap prova. També fora de Mace Headland, a uns 10 minuts de Carna, prop d'on va encallar el vaixell de l'Armada Espanyola, es troben les restes d'un búnquer militar utilitzats per les Forces de Defensa d'Irlanda durant la L'emergència per a espiar vaixells que s'aproximessin a la costa irlandesa.

## Residents famosos
- Éamon a Búrc, consiederat el més brillant contador d'històries en gaèlic irlandès.
- Joe Heaney, (Seosamh Ó hÉanaí o Joe Éinniú) (1919–1984) cantant sean-nós De 1982 a 1984 va viure a la Universitat de Washington a Seattle. Cada any s'hi celebra el Féile Chomórtha Joe Éinniú (Festival commemoratiu Joe Heaney)
- Dara Ban Mac Donnchadha, Sean-nós
- Michael Mhaire Ghadbh Ó Ceannabháin, Sean-nós
- Liam Cosgrave antic Taoiseach va venir-hi a aprendre irlandès.